# Exodus (software)
Exodus je nástupce WinJabu, jednoho z prvních grafických jabber klientů. Má netradiční ovládání, je malý a podporuje mnoho funkcí. Vývoj započal Peter Millard v Borland Delphi.
Rozhraní Exodusu lze modifikovat. Lze volit mezi samostatnými okny pro seznam kontaktů i jednotlivé konverzace, nebo zobrazením v jednom velkém okně, členěném na panely (taby). Umí také zobrazovat avatary, a to i v seznamu kontaktů.
Jelikož hlavní a de-facto jediný vývojář Peter Millard dlouho zápasil se zákeřnou rakovinou, které nakonec 26. dubna 2006 podlehl, nebyl klient dlouhou dobu (veřejně) vyvíjen. Exodus však byl nedávno vzkříšen Millardovými spolupracovníky ze společnosti Jabber, Inc., kde byl klient nadále vyvíjen pro interní použití.

## Technické informace
- Licence: GNU GPL v2.
- Podporované operační systémy:
  - MS Windows 95 (s Winsock 2) až XP.
- Český překlad: Ano.
- Stabilní verze: 0.10.0.0.
- Programovací jazyk: Borland Delphi.

## Funkce
- Podpora konferencí (Multi-User Chat)
- Rozhraní pro Service Discovery
- Podpora Ad-Hoc Commands